# Бычваров, Стоян
Стоян Бычваров (болг. Стоян Бъчваров ; 25 июля 1878 — 6 января 1949) — болгарский актёр, режиссёр и театральный деятель. Народный артист Болгарской республики (1947).

## Биография
Дебютировал в 1897 году на сцене любительского театра г. Варна, в 1903 г. перешёл в труппу «Современного театра» М. Икономова, с 1904 г. работал в Народном театре Софии (ныне Национальный театр Ивана Вазова).
В 1908 году приезжал в Москву, где изучал деятельность Художественного и Малого театров. По возвращении в Болгарию работал во многих провинциальных театрах.
Организовал и возглавил ряд трупп, выступал в них как актёр. В 1937—1949 годах снова работал в Народном театре Софии.
Хара́ктерный актёр, наделённым большим комедийным дарованием. Создавал остро сатирические комедийные образы, исполненные жизненной силы.

## Избранные роли
- Жорж Данден («Мещанин во дворянстве»),
- доктор Штокман («Враг народа» Ибсена),
- Подколесин («Женитьба» Гоголя),
- Бессеменов («Мещане» М. Горького).

Был членом Болгарской коммунистической партии.

## Память
- В его честь назван Драматический театр «Стоян Бычваров» в Варне.

## Галерея

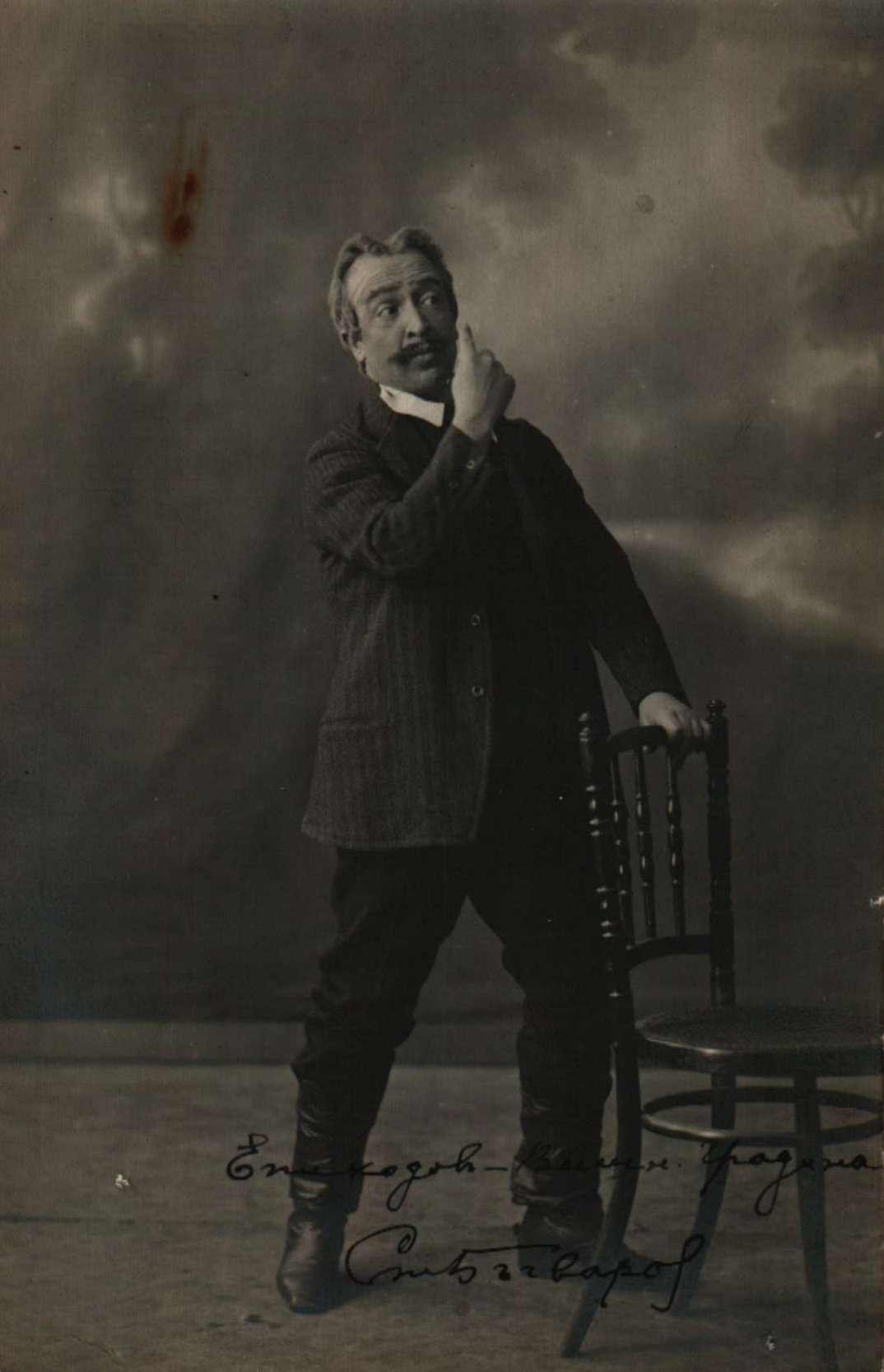
В роли Епиходова в пьесе «Вишнёвый сад» Антона Чехова.
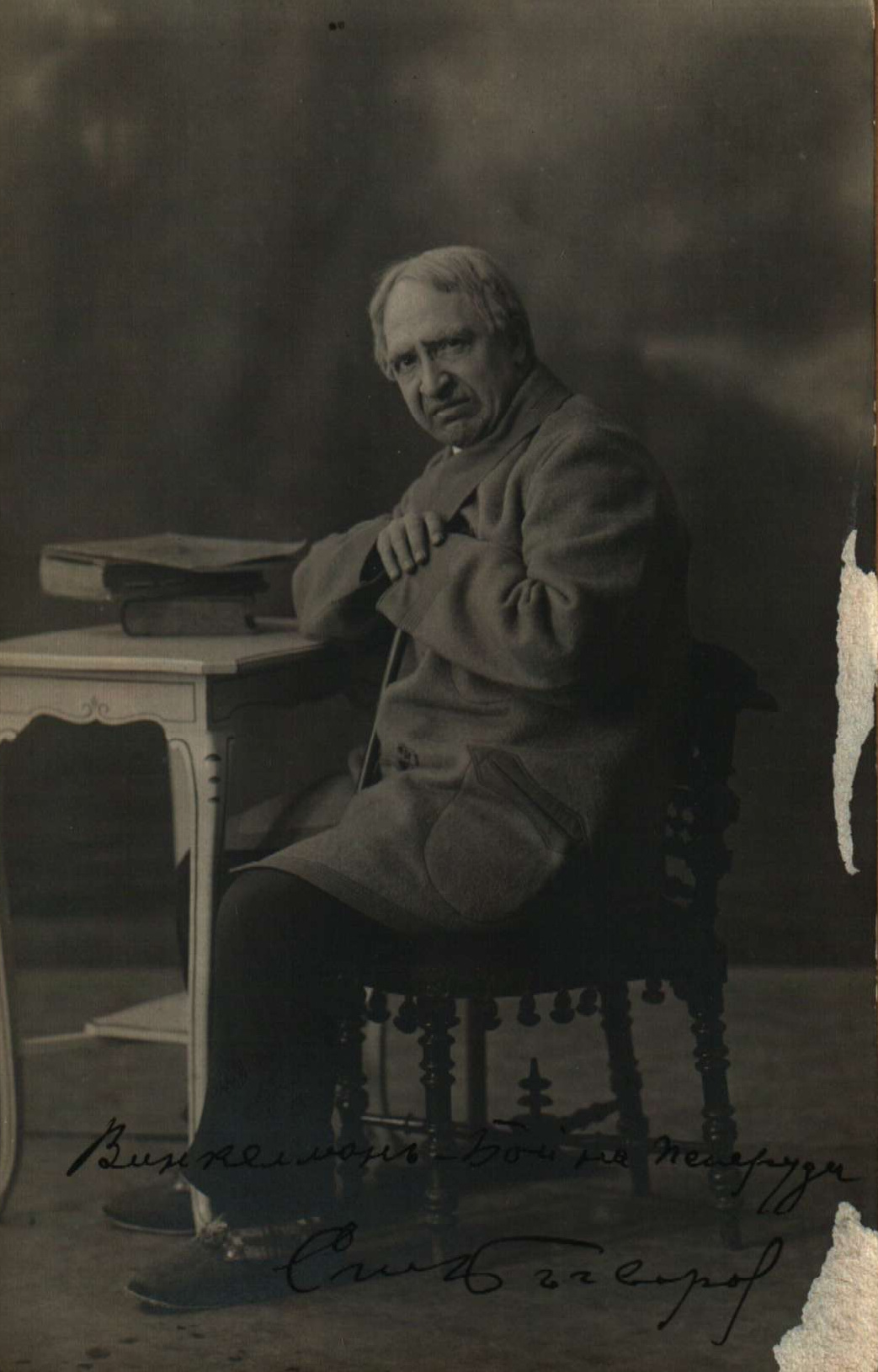
В роли Винкелмона в пьесе «Die Schmetterlingsschlacht» («Битва бабочек») Германа Зудермана.
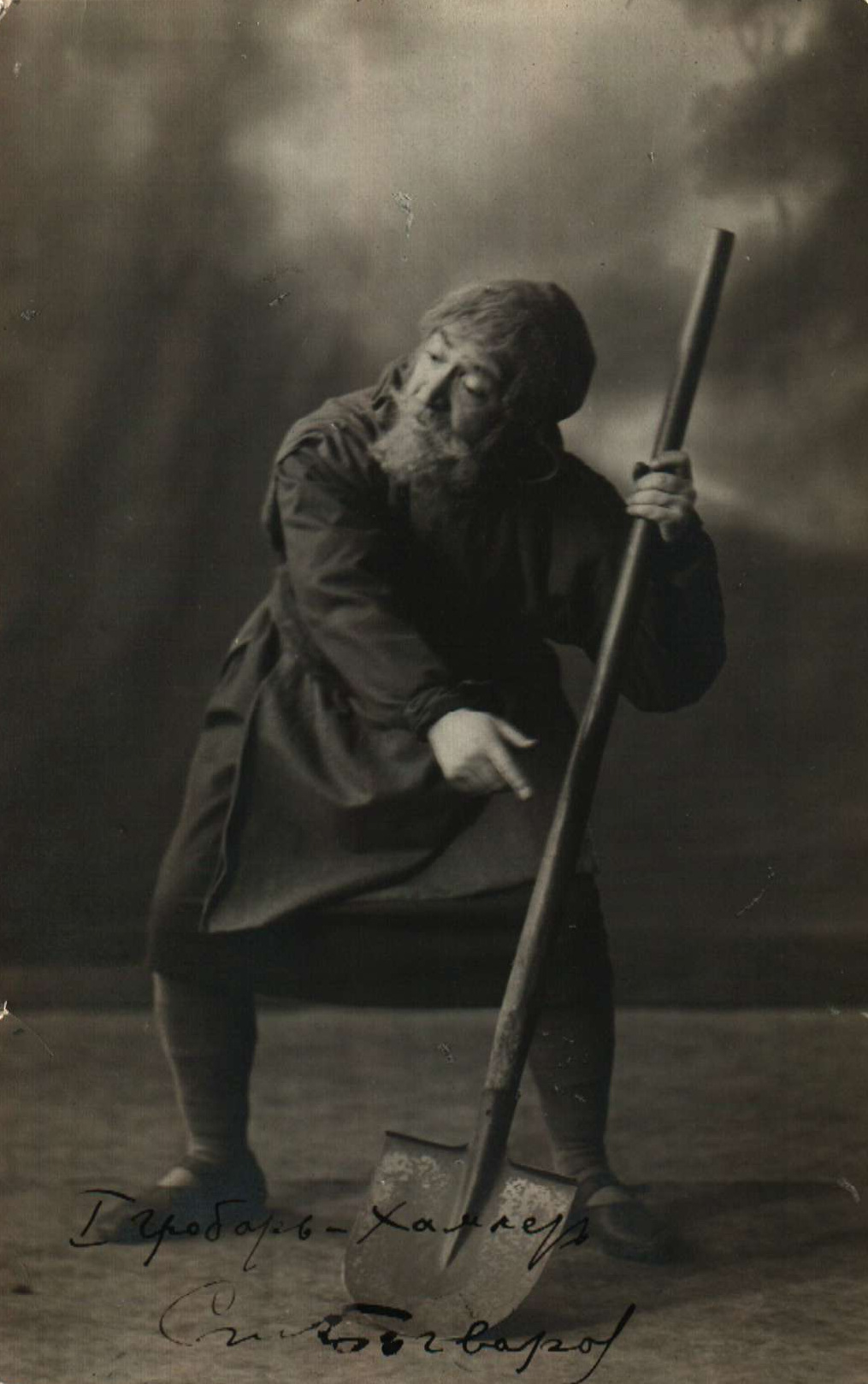
В роли первого могильщика в пьесе «Гамлет» Шекспира.